# North & South (miniserie televisiva 1975)
North & South è una miniserie televisiva britannica del 1975 diretta da Rodney Bennett, tratta dal romanzo Nord e Sud di Elizabeth Gaskell, pubblicato a puntate sulla rivista Household Words di Charles Dickens tra il 1854 e il 1855. È ambientata sullo sfondo dell'epoca vittoriana e della seconda rivoluzione industriale. La miniserie è uscita in DVD il 2 luglio 2013.

## Trama
La giovane Margaret Hale abbandona Helstone nel sud dell'Inghilterra per trasferirsi con i genitori Maria e Richard a nord, nella cittadina di Milton (Manchester), dopo che il padre, un pastore ecclesiastico, ha deciso di lasciare la chiesa e diventare un insegnante privato. Nella nuova città Margaret incontra John Thornton, uno degli allievi del padre e severo proprietario di un cotonificio, e alcuni operai, come il sindacalista Nicholas Higgins e sua figlia Bessy, affetta da pneumoconiosi.